# Hans Ooft
Hans Ooft (født 27. juni 1947) er en hollandsk fodboldspiller. Han var i perioden 1992-1993 træner for Japans fodboldlandshold.